# Screwballkomedi
En screwballkomedi är speciell typ av komedi-film som hade sin höjdpunkt i USA under 1930- och 1940-talen. Trots att dess glansdagar sedan länge är över, fortsätter denna filmgenre att påverka de filmer som görs idag.

## Kännetecken
Den exakta definitionen av screwball är relativt flytande. Den amerikanske filmrecensenten Andrew Sarris har beskrivit den som "en sexkomedi utan sexet". Det finns dock vissa genomgående kännetecken för filmerna:
- De rika i filmerna är generellt bland de dummare, medan de fattigare är klart smartare.
- Romantik uppstår mellan två personer som i början inte alls tål varandra, men som uppenbart skulle passa ihop. Detta används för att driva historien framåt, det blir ett spänningsmoment för publiken som vill att personerna ska få ihop det.
- Rika societetsdamer stöter på män av arbetarklassen (Ingen fara på taket) eller så tvingas de ut i det riktiga livet (Det hände en natt)
- Skilsmässor och omgiften.
- Ett stundtals otroligt snabbt replikskifte, ofta med väldigt smarta och roliga kommentarer. Ett praktexempel är Det ligger i blodet där Cary Grant och Rosalind Russell har mängder av dylika diskussioner.
- Dråpliga farssituationer, exempelvis tvingas Cary Grant i Ingen fara på taket att ta hand om en leopard, medan han i Det ligger i blodet gömmer en förrymd fånge i ett skåp.
- Förväxling av identiteter är vanliga. I Jag var en manlig krigsbrud tvingas Cary Grant stundtals spela kvinna för att få tillstånd att åka till USA efter att ha gift sig med en kvinnlig amerikansk soldat efter andra världskrigets slut.
- Kvinnorna är ofta de som har makten i filmerna, och de som driver dem framåt.

## Exempel på filmer
- 1934 – Det hände en natt
- 1936 – Godfrey ordnar allt
- 1938 – Ingen fara på taket
- 1940 – Det ligger i blodet
- 1944 – Arsenik och gamla spetsar

## Skådespelare förknippade med genren
- Clark Gable
- Cary Grant
- Katharine Hepburn
- William Powell

## Regissörer som förknippas med genren
- Frank Capra
- Howard Hawks
- Ernst Lubitsch
- Billy Wilder